# Sankai
Sankai (産怪 sankai?,  literalmente, "monstruo de nacimiento") es un término genérico que hace referencia a cualquier yōkai japonés (criaturas sobrenaturales) que es dado a luz por una mujer embarazada.  Cuando el debido cuidado, no se da durante el embarazo, se dice que un Sankai sale en lugar del bebe. Antes de la llegada de la medicina moderna, el parto era mucho más peligroso e incomprensible, la gente era profundamente supersticiosa. Por lo tanto, las apariencias inusuales de abortos involuntarios y partos prematuros crearon la creencia del Sankai.

## Oketsu
La historia de la Oketsu (オケツ) proviene de la Prefectura de Okayama. La apariencia externa, se parece a una tortuga, y el pelo crece en su espalda. Tan pronto como nace, comienza a arrastrarse por el suelo e intenta escapar por debajo de la casa. Si no es capturado y muerto de inmediato, se dice que arrastra por debajo a la madre que duerme y la mata.